# Функция принадлежности
Функция принадлежности нечёткого множества — обобщение индикаторной (или характеристической) функции классического множества. В нечёткой логике она представляет степень принадлежности каждого члена пространства рассуждения к данному нечёткому множеству.

## Определение
Для пространства рассуждения {\displaystyle \mathbf {X} \ } и данной функции принадлежности {\displaystyle \mu :\mathbf {X} \to [0,1]} нечёткое множество определяется как
Функция принадлежности {\displaystyle \mu _{A}(x)\ } количественно градуирует принадлежность элементов фундаментального множества пространства рассуждения {\displaystyle x\in \mathbf {X} } нечёткому множеству {\displaystyle {\tilde {\mathit {A}}}}. Значение {\displaystyle 0\ } означает, что элемент не включен в нечёткое множество, {\displaystyle 1\ } описывает полностью включенный элемент. Значения между {\displaystyle 0\ } и {\displaystyle 1\ } характеризуют нечётко включенные элементы.

## Классификация функций принадлежности нормальных нечетких множеств
Нечеткое множество называется нормальным, если для его функции принадлежности {\displaystyle \mu _{A}(x)\ } справедливо утверждение, что существует такой {\displaystyle x\in \mathbf {X} }, при котором {\displaystyle \mu _{A}(x)=1\ }.

### Функция принадлежности классаs
Функция принадлежности класса s определяется как:
где {\displaystyle b={{a+c} \over {2}}}.

### Функция принадлежности классаπ
Функция принадлежности класса π определяется через функцию класса s:
где {\displaystyle b={{a+c} \over {2}}}.

### Функция принадлежности классаγ
Функция принадлежности класса γ определяется как:

### Функция принадлежности классаt
Функция принадлежности класса t определяется как:

### Функция принадлежности классаL
Функция принадлежности класса L определяется как: